# بردگوری تپا سفلی ۱
بردگوری تپا سفلی ۱ مربوط به دوره اشکانیان - دوره ساسانیان است و در شهرستان کوهرنگ، بخش بازفت، شمال شرق روستای تپا سفلی واقع شده و این اثر در تاریخ ۱۲ شهریور ۱۳۸۶ با شمارهٔ ثبت ۱۹۵۱۳ به‌عنوان یکی از آثار ملی ایران به ثبت رسیده‌است.